# ووآب
ووآب یا وُو (به لاتین: Vov) یک منطقه مسکونی در جمهوری آذربایجان است که در شهرستان لریک واقع شده است. ووآب ۴۶۲ نفر جمعیت دارد.

## ریشه واژه
وُ در زبان تالشی به‌عمنی نوعی بیماری باد است و اُو به‌معنی آب است و دلیل نامگذاری این روستا وجود جشمه‌ای در آن است که برای درمان بیماری باد بهره برده می‌شود.